# Violeta Bermúdez
Violeta Bermúdez   (Lima, 12 d'agost de 1961) és advocada, escriptora i diplomàtica peruana. El 18 de novembre de 2020, Bermúdez es va convertir en Primera Ministra del Perú. Anteriorment va ocupar càrrecs en l'Agència de Desenvolupament Internacional dels Estats Units i va treballar durant els gabinets del president Alexandre Toledo i la primera ministra Beatriz Merino.

## Carrera política
Des d'abril de 1997 fins a gener de 2002, va exercir com a coordinadora de drets humans de l'Agència dels Estats Units per al Desenvolupament Internacional en representació del Perú.
El president Alejandro Toledo va nomenar Bermúdez viceministra del Ministeri de Promoció de la Dona i Desenvolupament Humà el 24 de gener de 2002. Va ser crucial per obtenir l'aprovació de polítiques relatives al Fòrum d'Equitat i Justícia Social de l'Acord Nacional.
El juliol de 2003 va ser Cap del Gabinet d'Assessors de la primera ministra Beatriz Merino. Va deixar el lloc al desembre d'aquest any.
Entre 2012 i 2017, va ser directora del Pro-Decentralization Project for the United States Agency for International Development.

### Primera Ministra (des de 2020)
El 18 de novembre de 2020, el feia poc instal·lat president Francisco Sagasti va nomenar Bermúdez Primera Ministra del Perú. Va reemplaçar a Ántero Flores Aráoz arran del creixent malestar social en el país. Ella és la cinquena dona en ocupar aquest càrrec en la història del país.

## Vida personal
Nascuda a Lima, Bermúdez va estudiar dret en la Universitat Nacional de Sant Marcos i en la Pontifícia Universitat Catòlica del Perú.
Està casada amb l'advocat Samuel Abad Yupanqui.

## Publicacions
- La regulación jurídica del aborto en América Latina y el Caribe: estudio comparativo (1998)[8]
- Genero y poder, la igualdad politica de las mujeres (2019)[9]